# Our Happy Hardcore
Our Happy Hardcore ist das zweite Studioalbum der deutschen Dance-Band Scooter. Das Album erreicht in Deutschland Platz 17 der Verkaufscharts und ist somit erfolgreicher als das Vorgängeralbum … and the Beat Goes On!. Außerdem ist es mit Platz 9 der Album-Charts das bis dato best platzierte Scooter Album in der Schweiz. Auf der CD ist außerdem ein Multimedia-Part für den Computer enthalten, auf dem sich eine Kartspiel-Demo, ein Musikvideo des Songs Back In The U.K. sowie einige Informationen enthalten befinden. Dies ist der erste Multimedia-Part der jemals auf einer CD einer deutschen Band veröffentlicht wurde. Zum Album erschien auch eine VHS-Kaufkassette namens „Happy Hardcore Clips“.
Das Cover des Albums zeigt den Titel Our Happy Hardcore vor orangem Hintergrund, darum gruppiert die drei Scooter-Mitglieder. Es wurde von Marc Schilkowski gestaltet, der sich auch für die Gestaltung weiterer Scooter-Cover verantwortlich zeigte. Die Fotos dazu stammen von Andreas Kess.
Eine erweiterte Edition des Albums wurde im gleichen Jahr auf dem Label Victor Entertainment Japan veröffentlicht, war aber in Deutschland lange Zeit nicht erhältlich. Sie enthält fünf zusätzliche Stücke, inklusive Remixe von allen drei Single-Auskopplungen des Original-Albums, unter anderem von Commander Tom.

## Musik
Das Lied Last Minute ist eine Happy-Hardcore-Version des hebräischen Volkslieds Hava Nagila, während Rebel Yell ein Cover des gleichnamigen Hits von Billy Idol aus dem Jahre 1984 ist. Das Lied Back In The U.K. sampelt eine Melodie aus den Miss-Marple-Verfilmungen, die von Ron Goodwin geschrieben wurde. In der Originalversion war dieses Lied schon früher in den Charts.
Stuttgart ist ein reines Instrumentalstück, ohne den für Scooter typischen Sprechgesang von H. P. Baxxter. Auch das Hard-Trance-Stück This Is A Monstertune und andere Lieder dieses Albums kommen ebenfalls ohne Stimme aus.
Crank It Up ist ein stilistisch dem Gabber nahestehendes Stück.

## Titelliste
| Nr. | Titel                    | Dauer |
| --- | ------------------------ | ----- |
| 1.  | Let Me Be Your Valentine | 5:42  |
| 2.  | Stuttgart                | 4:52  |
| 3.  | Rebel Yell               | 3:57  |
| 4.  | Last Minute              | 2:57  |
| 5.  | Our Happy Hardcore       | 5:25  |
| 6.  | Experience               | 4:56  |
| 7.  | This Is A Monstertune    | 4:22  |
| 8.  | Back In The U.K.         | 3:25  |
| 9.  | Hysteria                 | 5:18  |
| 10. | Crank It Up              | 4:08  |

## Single-Auskopplungen
Aus Our Happy Hardcore wurden drei Singles ausgekoppelt.

### Back In The U.K.
Am 24. November 1995 erschien die erste Single Back In The U.K. Das Lied verwendet die bekannte Titelmelodie aus den Miss-Marple-Filme. In Irland wurde zeitgleich die Single Back in Ireland veröffentlicht.
1. Back In The U.K. Long Version (5:24)
2. Back In The U.K. Radio Version (3:25)
3. Unity Without Words Pt.2 (6:28)
4. Crank It Up (4:08)

Der dazugehörige Videoclip wurde ganz in Schwarzweiß gedreht. Er spielt in den engen Fluren eines alten Mietshauses. Während H. P. Baxxter dort inmitten tanzender junger Frauen den Text des Liedes wiedergibt, schreiten die zwei anderen Scooter-Mitglieder, in englische Anzüge gekleidet, durchs Treppenhaus und entdecken Leichen sowie viele schräge Gestalten.

### Let Me Be Your Valentine
Let Me Be Your Valentine kam am 29. Februar 1996 in die deutschen Plattenläden. Es war die erste Single Scooters, die nicht in die Top Ten der deutschen Verkaufscharts gelangte.
1. Let Me Be Your Valentine The Complete Work (5:42)
2. Let Me Be Your Valentine Edit (3:47)
3. Eternity (5:19)
4. The Silence of T. 1210 MK II (1:31)

### Rebel Yell
Die dritte Auskopplung war ein Cover des Billy-Idol-Songs Rebel Yell, sie erschien am 9. Mai 1996. Scooter waren mit diesem Song die erste Dance-Band, die einen Rock-Song coverten. Alle Versionen unterscheiden sich von der Album-Version.
1. Rebel Yell Radio Edit (3:41)
2. Rebel Yell Extended Mix (4:44)
3. Euphoria (3:57)

Das Video zu Rebel Yell ist an klassische Vampirfilme angelegt. Die Mitglieder von Scooter fahren nachts bei Vollmond durch eine düstere Gegend, bis sie an ein Schloss gelangen. Dort intonieren sie Rebel Yell vor tanzenden Menschen in Rokoko-Kleidung, die sich als Vampire entpuppen.

## Chartplatzierungen
| ChartsChartplatzierungen     | Höchstplatzierung | Wochen |
| ---------------------------- | ----------------- | ------ |
| Deutschland (GfK)            | 17 (19 Wo.)       | 19     |
| Österreich (Ö3)              | 16 (11 Wo.)       | 11     |
| Schweiz (IFPI)               | 9 (9 Wo.)         | 9      |
| Vereinigtes Königreich (OCC) | 24 (6 Wo.)        | 6      |

| ChartsJahrescharts (1996) | Platzierung |
| ------------------------- | ----------- |
| Deutschland (GfK)         | 91          |